# Mirian Tsalkalamanidze
Mirian Tsalkalamanidze (né le 20 avril 1927 à Kondoli en Kakhétie en RSFS de Transcaucasie et mort le  3 août 2000 à Telavi) était un ancien lutteur soviétique, champion olympique de lutte libre.

## Jeux olympiques
Tsalkalamanidze a participé aux Jeux olympiques d'été de 1956 à Melbourne où il remporte la médaille d'or de lutte libre en catégorie poids-mouche (moins de 52 kg).